# نبرد کونوتوپ
نبرد کونتوپ یک درگیری نظامی بین نیروهای نظامی اوکراین و روسیه بود که در اطراف شهر کونوتوپ، اوکراین رخ داد.

## نبرد
در ساعت ۳:۳۵ (UTC+2) در ۲۴ فوریه، نیروهای روس که از شمال‌شرقی در حال پیشروی بودند، شهر کونتوپ را احاطه و تحت محاصره قرار دادند. با وجود تلاش‌های نیروهای روس برای وارد شدن به شهر، نیروهای اوکراینی حمله را عقب راندند. تجهیزات نظامی روسیه در شهر در صبح ۲۵ فوریه سوزانده شد، و نیروهای روس که شهر را محاصره کرده بودند، تجهیزات ضعیفی داشتند.

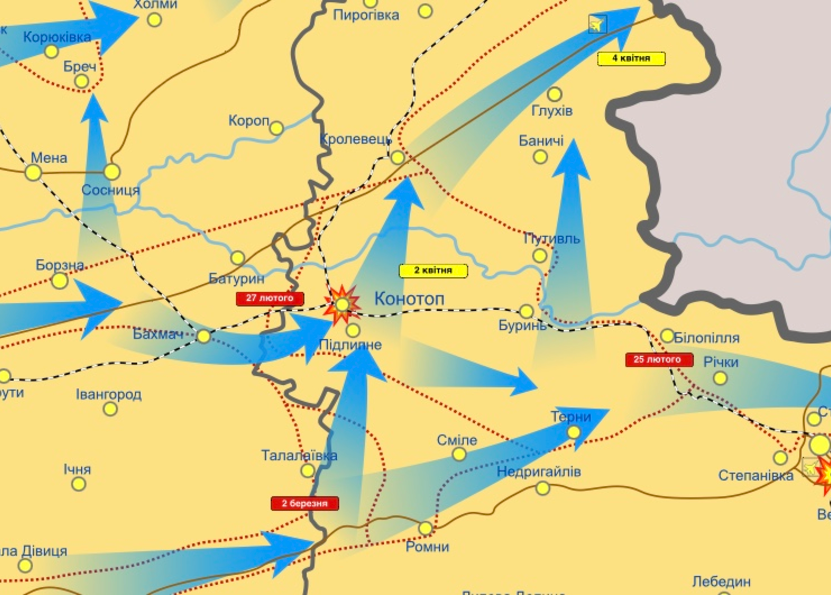
نیروهای زمینی روسیه کونوتوپ را محاصره کردند و در مرحله نخست نبرد آن را تحت محاصره قرار دادند.